# مسجد شاه عباس (کشله)
مسجد شاه عباس (ترکی آذربایجانی: Şah Abbas məscidi) یک مسجد تاریخی در شهرک کشله در منطقه نظامی شهر باکو است. این مسجد از آثار سده هفدهم میلادی است و به دستور شاه عباس یکم ساخته شده است.
نقشه مسجد شاه عباس کشله به شکل مربع است. این طرح مشابه مساجد مدرسه معماری شیروان آب‌شوران است و شبیه مسجد طوبی شاهی در شهرک مردکان (۱۴۸۱) است. در مرکز عمارت، عبادتگاه اصلی شامل چهار طاق بزرگ ساخته شده است که به گنبد مدور مسجد متصل است. اتاق‌های کوچک با سقف‌های قوسی در کناره‌های بنا ساخته شده است. این اتاق‌ها همان‌هایی هستند که به پلان شکل مربع می‌دهند.
سر در مسجد از نظر ساختار معماری ساده است و نیم گنبد استالاکتیتی ندارد. معمار سعی کرد بخش ورودی را با حجم کلی ساختمان پیوند دهد. برای این منظور، معمار از روش ترکیب قاب پورتال با لبه‌های ساختمان استفاده کرد. این تکنیک در زمان ساخت دیوان خانه نیز به کار گرفته شد. بالای سر در کتیبه‌ای به زبان عربی وجود دارد.
محراب و منبر از سنگ‌های حجیم تراشیده شده ساخته شده است. پنجره‌های مسجد با مهارت بسیار ساخته شده است. لایه اول پنجره‌ها از دو لایه تشکیل شده است: اول - چوب و دوم - سنگ تراشیده شده.
پس از تهاجم ارتش سرخ به جمهوری خلق آذربایجان در سال ۱۹۲۰، مبارزات مذهبی بلشویک‌ها آغاز شد. مسجد شاه عباس نیز مانند بسیاری از مؤسسات مذهبی دیگر فعالیت خود را متوقف کرد و در سال ۱۹۸۹ فعالیت خود را از سر گرفت.